# Бешкино-1
Бешкино-1 (рос. Бешкино-1) — присілок в Гдовському районі Псковської області Російської Федерації.
Населення становить 79 осіб. Входить до складу муніципального утворення Юшкинська волость.

## Історія
Від 2005 року входить до складу муніципального утворення Юшкинська волость.

## Населення
| 2001 | 2002 | 2010 |
| ---- | ---- | ---- |
| 48   | ↗50  | ↗79  |